# Waldstadion (Frankfurt)
Waldstadion je stadion u njemačkom gradu Frankfurtu na Majni. Izgrađen je za potrebe Svjetskoga nogometnoga prvenstva koje se 2006. održalo u Njemačkoj. Ipak, stadion je izgrađen 1925. godine, da bi se 2005. otvorio obnovljeni stadion. Otvoren je utakmicom FIFA-inog Konfederacijskoga kupa, kada je Njemačka odigrala utakmicu protiv Australije. Na ovome stadionu svoje domaće utakmice igra Eintracht Frankfurt, nogometni klub iz Frankfurta.
Kapacitet stadiona iznosi 52 300 sjedećih mjesta.

## Vanjske poveznice
|  | Zajednički poslužitelj ima još gradiva o temi Waldstadion (Frankfurt) |

- Službena stranica